# Parachondrostoma arrigonis
Parachondrostoma arrigonis, noto in italiano come loina è un pesce d'acqua dolce della famiglia Cyprinidae.

## Distribuzione e habitat
Si tratta di una specie endemica del fiume Júcar in Spagna.
Popola le acque a forte corrente.

## Descrizione
Ha aspetto simile al Parachondrostoma miegii. Si riconosce per il muso meno arrotondato e per il labbro superiore visibile in vista ventrale.
La colorazione è argentea con una fascia scura laterale più o meno visibile.
Misura fino a 25 cm di lunghezza.

## Biologia
Poco nota. In primavera effettua migrazioni riproduttive verso l'alto corso dei fiumi.

## Conservazione
La specie è estinta in quasi tutto l'areale a causa dell'introduzione di Pseudochondrostoma polylepis. Sopravvive solo in alcuni torrenti.